# ملعب تامالي
ملعب تامالي، ملعب متعدد الاستخدامات في تامالي في غانا، وهو يتسع لـ21.017 متفرج.
و قد صمم لكي يستضيف كأس الأمم الأفريقية لكرة القدم 2008.

## معرض صور

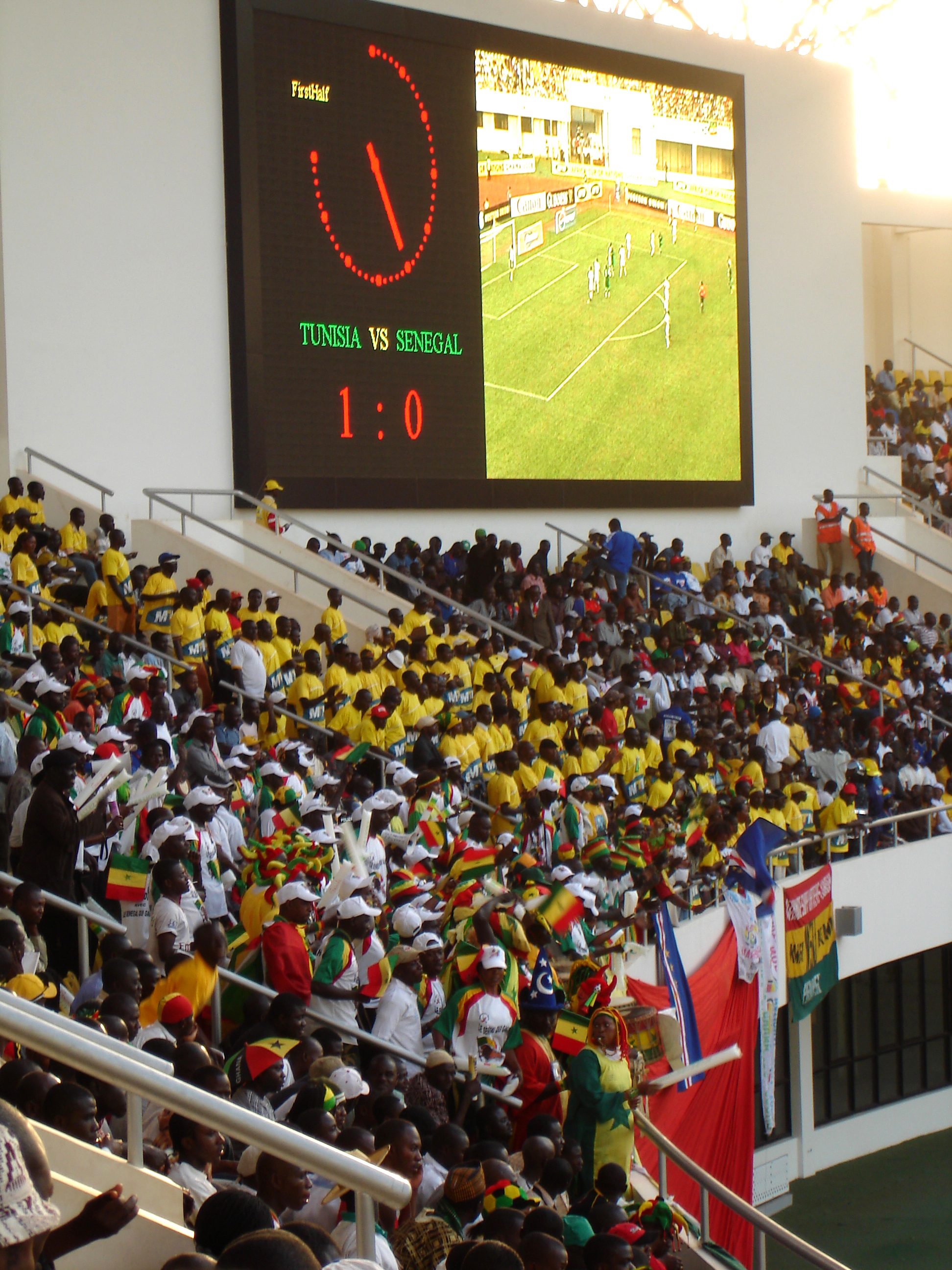
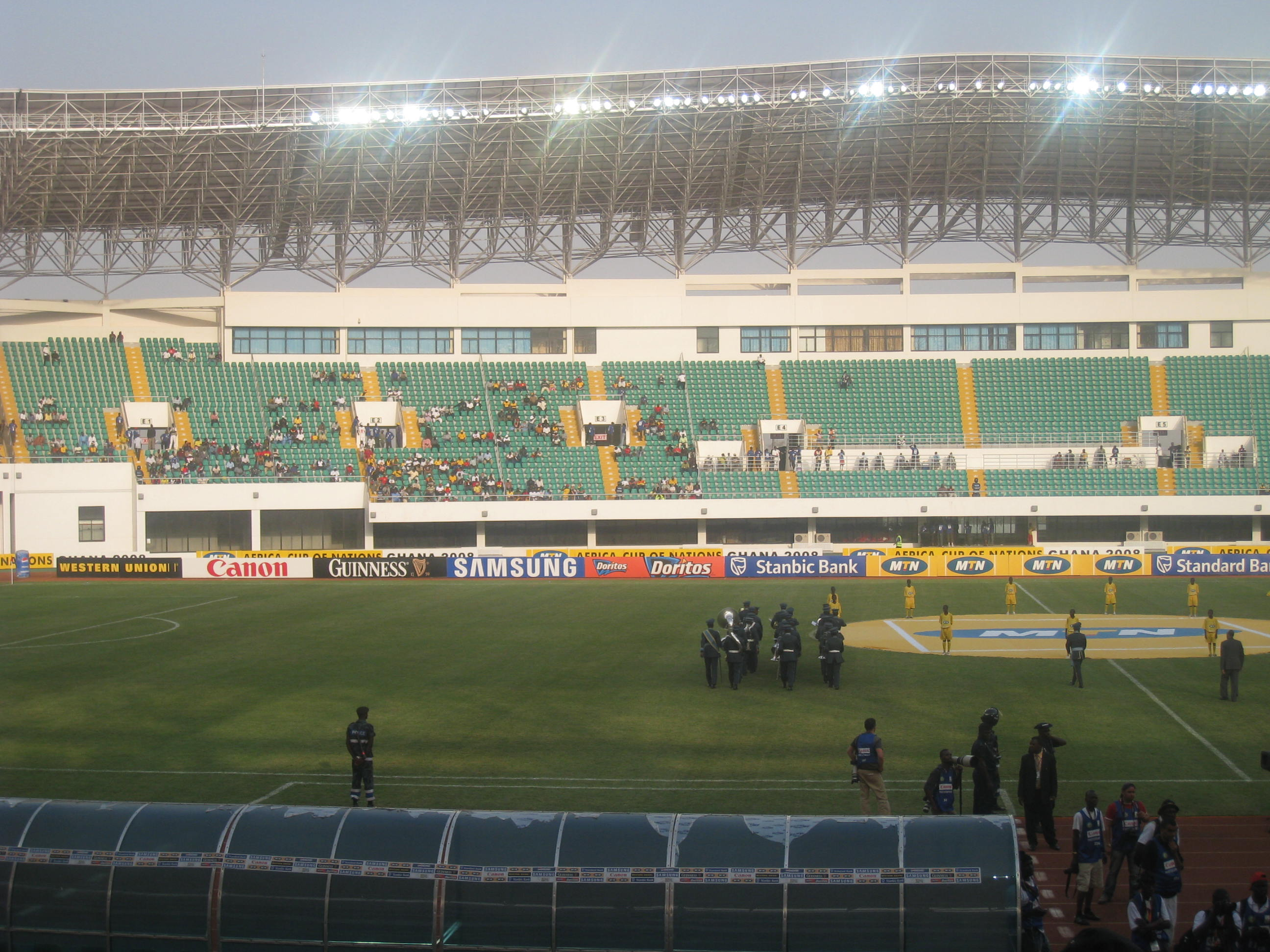